# Alergia
Alergias são um conjunto de reações causadas por hipersensibilidade do sistema imunitário a agentes que geralmente causam pouco ou nenhum problema na maioria das pessoas. Estas doenças incluem rinite alérgica, alergias alimentares, dermatite atópica, asma alérgica e anafilaxia. Os sintomas mais comuns são olhos vermelhos, manchas que provocam comichão, fluxo nasal abundante, falta de ar ou inchaço. As intolerâncias e intoxicações alimentares são condições distintas.
Entre os alergénios mais comuns estão o pólen e determinados alimentos, embora os metais e outro tipo de substâncias também possam causar alergias. As causas das reações alérgicas mais graves incluem alguns alimentos, picadas de insetos e determinados medicamentos. O desenvolvimento de doenças alérgicas tem origem em fatores genéticos e ambientais. O mecanismo subjacente envolve a ligação dos anticorpos de imunoglobulina E a um alergénio, os quais se ligam depois a um recetor nos mastócitos ou basófilos, onde acionam a libertação de químicos inflamatórios como a histamina. O diagnóstico tem por base o historial clínico da pessoa. Em alguns casos, pode ser útil a realização de provas de sensibilidade cutânea ou análises ao sangue. No entanto, os resultados positivos nem sempre significam que exista uma alergia significativa à substância em causa.
A exposição a potenciais alergénios no início de vida pode oferecer alguma proteção. Os tratamentos para as alergias incluem evitar a exposição aos alergénios conhecidos e o uso de medicamentos como esteroides e anti-histamínicos. Nas reações mais graves é recomendada a injeção de adrenalina (epinefrina). A imunoterapia com alergénios, que gradualmente expõe a pessoa a quantidades cada vez maiores de alergénios, pode ter utilidade para alguns tipos de alergias, como a rinite alérgica e as reações a picadas de insetos, embora a sua eficácia em alergias alimentares não seja ainda clara.
As alergias são doenças comuns. Nos países desenvolvidos, cerca de 20% das pessoas são afetadas por rinite alérgica, cerca de 6% têm pelo menos uma alergia alimentar, e cerca de 20% manifestam dermatite atópica pelo menos uma vez na vida. Dependendo do país, entre 1 e 18% da população tem asma e entre 0,05 e 2% tem anafilaxia. A prevalência de muitas doenças alérgicas aparenta estar a aumentar. O termo "alergia" foi usado pela primeira vez por Clemens von Pirquet em 1906.

## Sinais e sintomas
O alérgico pode apresentar um ou vários dos sinais abaixo, conforme a patologia.
Asma
- Tosse repetitiva
- Dispneia (falta de ar)

Rinite
- Espirros em salva (vários espirros seguidos)
- Nariz obstruído, com respiração pela boca.
- Coriza (secreção nasal aquosa e fluida)
- Prurido nasal.
- Lacrimejação dos olhos

Dermatite atópica
- Lesões descamativas, principalmente em locais de dobras do corpo (anterior do cotovelo, posterior do joelho e pescoço) e couro cabeludo.

Alergias alimentares, ferroadas de himenópteros, medicamentos e látex.
- Urticárias
- Angioedema (inchaço) em qualquer parte do corpo.
- Anafilaxia

Dermatite de contato níquel, cobalto, cosméticos e outros.
- Eczema
- Prurido

## Diagnóstico

Teste para diagnóstico de alergias

O diagnóstico correto, com aconselhamento e medidas de evicção baseados em resultados válidos de testes de alergia, ajuda a reduzir a incidência de sintomas bem como a medicação e a melhorar a qualidade de vida. O profissional de saúde pode utilizar os resultados dos testes para identificar alérgenos específicos, que possam contribuir para os sintomas.
Com esta informação, juntamente com a história clínica e o exame físico, o médico pode diagnosticar a causa dos sintomas e definir o tratamento que ajudará o doente a sentir-se melhor. Um resultado negativo pode ajudar o médico a excluir determinadas alergias, de modo a explorar outras possibilidades. Excluir alergias é tão importante como confirmá-las, de modo a reduzir a evicção e preocupação desnecessárias bem como o impacto social negativo. O diagnóstico de alergia é um diagnóstico eminentemente clínico, que pode ser auxiliado pelos testes cutâneo-alérgicos e por exames laboratoriais. 
As diretivas NIH para diagnóstico e abordagem da alergia alimentar e da asma, recomendam as análises de alergia no sangue ou testes cutâneos para determinar com segurança a sensibilização alérgica. Ambos os testes são muito precisos e têm valor de diagnóstico similar, em termos de sensibilidade e especificidade. Os avanços e aperfeiçoamentos da tecnologia nas análises de alergia no sangue melhoraram a sensibilidade e a exatidão do teste, ao ponto de as análises de alergia no sangue e os testes cutâneos serem considerados intermutáveis.
Segundo as Diretivas NICE e os dados de economia na área da saúde os testes cutâneos e as análises ao sangue (doseamento dos anticorpos IgE) são igualmente económicos em termos de custo-benefício face à não realização dos mesmos. Para além disso, diagnósticos mais precoces e precisos poupam custos, ao reduzirem as consultas de clínica geral, o encaminhamento a cuidados secundários, erros de diagnóstico e hospitalizações de urgência.
As Diretivas NIH estabelecem que: “os testes de quantificação de IgE específica são úteis para identificar alimentos potencialmente causadores de reações alérgicas alimentares  IgE mediadas, e os valores de normalidade específicos, definidos como valores preditivos de 95%, são possivelmente mais preditivos que os testes cutâneos com reatividade clínica, em determinadas populações”. Estabelecem ainda que “as análises de IgE específica são muito úteis para detetar a presença de anticorpos IgE específicos, indicando a existência de sensibilização alérgica. Os ensaios com anticorpos marcados por fluorescência possuem sensibilidade comparável aos testes cutâneos, e os níveis absolutos de anticorpos IgE específicos podem estar diretamente relacionados com a verosimilhança da reatividade clínica, comparativamente a testes de provocação oral para identificação de alimentos causadores de alergias alimentares IgE mediadas”.

### Testes cutâneo alérgicos
Os testes cutâneos envolvem a introdução de uma pequena quantidade de um extracto de alergénio padronizado na camada superior da pele, habitualmente no antebraço. A resultante libertação de mediadores provoca uma pápula característica e uma reação cutânea no doente sensibilizado. O tamanho da pápula é avaliado pelo médico para determinar se o doente é alérgico ou não.
Os testes cutâneo alérgicos são rápidos e práticos e podem ser feitos no próprio consultório do médico especialista em alergia e imunologia e geralmente são suficientes para confirmar o diagnóstico. Quando por qualquer razão, não trouxerem as informações necessárias, o especialista pode solicitar exames laboratoriais complementares.  As análises de alergia no sangue podem ajudar a confirmar/excluir alergia e, consequentemente, reduzir reações adversas limitando a evicção e medicação desnecessárias.

### Análises de alergia no sangue
Uma análise de alergia no sangue é rápida e simples e pode ser solicitada por um profissional de saúde habilitado, por ex. um alergologista, clínico geral ou pediatra. Ao contrário dos tradicionais testes cutâneos, a análise pode ser realizada independentemente da idade, condição de pele, medicação, sintomas, doenças ou gravidez. Adultos e crianças de qualquer idade podem realizar uma análise de alergias no sangue. Em bebés e crianças muito pequenas, uma única picada para uma análise ao sangue é muito menos cruel do que vários testes cutâneos.
Uma análise de alergia no sangue está disponível na maioria dos laboratórios. Uma amostra de sangue do doente é levada para o laboratório para análise e os resultados são dados poucos dias depois. É possível detetar múltiplos alergénios com uma única amostra de sangue. O profissional de saúde aprova os resultados e, juntamente com os sintomas e a história clínica do doente, determina se o doente é alérgico ou não.

### Diferenças entre procedimentos
As análises de alergia no sangue (como ImmunoCAP) realizam-se sem alterações ao procedimento e a padronização de resultados é excelente. Por outro lado, os reagentes e métodos para realização dos testes cutâneos não estão padronizados. Em “Evidence-based Allergy Diagnostic Tests”, Portnoy afirma:
“Embora os testes cutâneos de alergia sejam sensíveis e específicos, são também altamente variáveis. Os resultados dos testes cutâneos num indivíduo podem diferir consoante a pessoa que o executa, e tendem a variar consoante a altura do dia e a estação do ano, localização do teste no corpo do doente, instrumento utilizado, fonte do extrato e concentração do mesmo. Infelizmente, há muita tradição em torno dos procedimentos para realização e interpretação dos testes cutâneos. Por exemplo, as técnicas podem divergir dependendo do local de formação do clínico e de quem o formou, pois alguns locais realizam apenas testes cutâneos, outros só realizam testes intradérmicos, e outros ainda realizam ambos os testes”.

## Alergia em crianças
Em geral, todas as crianças com sintomas alérgicos persistentes/recidivantes/graves, ou indivíduos com necessidade de tratamento contínuo, devem realizar análises de alergia no sangue, independentemente da idade da criança. Os sinais e sintomas podem incluir manifestações relacionadas com:
- a pele (ex. eczema, prurido, eritema, urticária aguda ou angioedema)
- o trato gastrointestinal (ex. inchaço dos lábios/língua, náuseas, cólicas abdominais, diarreia, vómitos)
- o trato respiratório (ex. prurido nasal, espirros, nariz entupido, tosse, compressão torácica, sibilância, falta de ar)
- sinais ou sintomas de anafilaxia ou outras reações alérgicas sistémicas

As diretivas emitidas pelo National Institute for Health and Clinical Excellence (NICE), em fevereiro de 2011, oferecem aconselhamento de boas práticas no tratamento de crianças e adolescentes até aos 19 anos de idade, com suspeita de alergias alimentares. As diretivas NICE estabelecem que todas as crianças e adolescentes com suspeita de alergia alimentar IgE mediada devem realizar uma análise de alergia no sangue, bem como o doseamento de anticorpos IgE específicos.

## Prevenção e rastreio
A alergia muda de forma dinâmica ao longo do tempo, e os doentes podem superar ou adquirir novas alergias. Recomenda-se o rastreio regular dos alérgenos relevantes, pois fornece informação sobre se e como a abordagem do doente deve ser alterada, de modo a melhorar a sua saúde e qualidade de vida. As análises anuais são importantes para determinar se as alergias a leite de vaca, ovo, soja e trigo foram superadas; no caso de alergia a amendoim, frutos secos, peixe e crustáceos, o intervalo entre testes é alargado para 2 a 3 anos. Os resultados dos testes de monitorização podem ajudar a decidir se é seguro introduzir ou reintroduzir alimentos alergênicos na alimentação, ou quando será o melhor momento para o fazer. O intervalo para reavaliação depende do alimento específico a que o indivíduo é alérgico, da idade e história clínica do doente.

## Tratamento
O tratamento das alergias geralmente consiste em evitar a exposição ao alergênico que a causa e em medicamentos para melhorar os sintomas. A imunoterapia com alergénios pode ter utilidade em alguns tipos de alergias.

### Medicação
Existem vários medicamentos disponíveis para bloquear a ação dos mediadores alérgicos ou para prevenir a ativação das células e dos processos de degranulação. Entre os medicamentos mais comuns para o tratamento de doenças alérgicas estão os anti-histamínicos, glicocorticoides, adrenalina (epinefrina), estabilizadores de mastócitos e antagonistas do receptor de leucotrieno. São também de uso comum os anti-colinérgicos e descongestionantes nasais. Embora rara, a gravidade da anafilaxia muitas vezes requer uma injeção de adrenalina, a qual pode ser administrada pela própria pessoa através de um autoinjetor de adrenalina.

### Imunoterapia

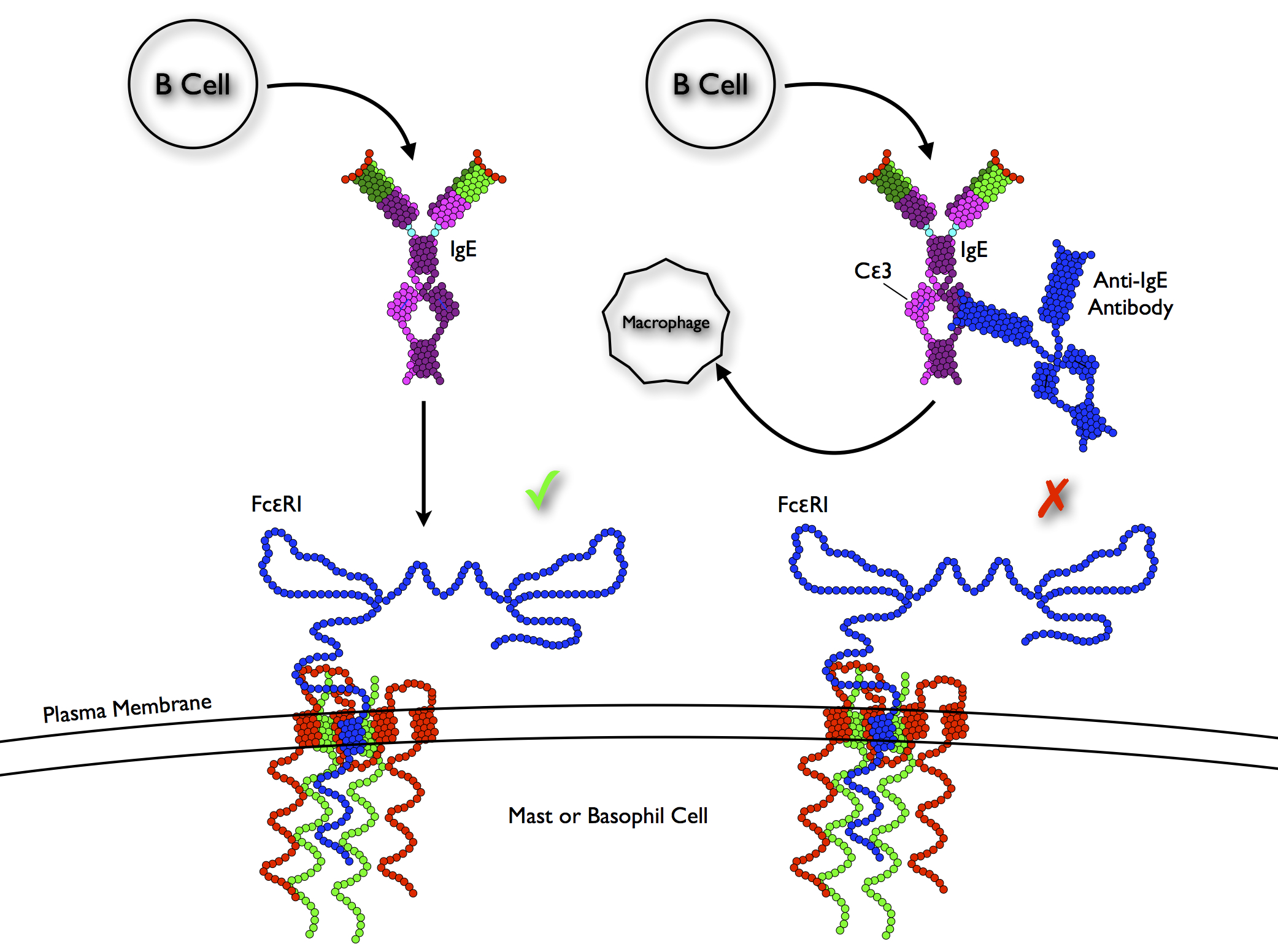
Imunoterapia contra a alergia

A imunoterapia com alergénios pode ter utilidade em alergias ambientais, alergias a picadas de insetos e na asma. O benefício em alergias alimentares é ainda pouco claro, pelo que não é recomendada neste caso. A imunoterapia envolve a exposição da pessoa a doses progressivamente maiores do alergénio de forma a tentar modificar gradualmente a resposta do sistema imunitário.
A imunoterapia é geralmente segura e eficaz para a rinite e conjuntivite alérgica, formas alérgicas de asma e alergia a picadas de insetos. As meta-análises têm verificado que a injeção de alergénios sob a pele é eficaz no tratamento de rinite alérgica em crianças e de asma. Os benefícios podem-se manter durante anos após a interrupção do tratamento. A imunoterapia não é recomendada como tratamento único para a asma.
Na imunoterapia sublingual, o alergénio é administrado por baixo da língua, o que faz com que a maioria das pessoas o prefira em relação às injeções. Embora menos robustas, as evidências apoiam o uso de imunoterapia sublingual para o tratamento de rinite e asma. No caso de alergias sazonais, o benefício é reduzido.

### Medicina alternativa
Há evidências relativamente fortes que a irrigação nasal salina e a planta Petasites possam ter alguma eficácia, quando comparadas com outros tratamentos alternativos para os quais as evidências são fracas, negativas ou não existentes, como é o caso do mel, acupunctura, ómega 3, Astragalus, capsaicina, extrato de semente de uva, Pycnogenol, quercetina, espirulina, urtiga ou Tinospora cordifolia. Um estudo de revisão concluiu que os tratamentos homeopáticos não são eficazes nem apresentam qualquer diferença em relação a placebos. Os autores concluem que, com base nos ensaios clínicos rigorosos a todos os tipos de homeopatia para doenças em crianças e adolescentes, não há evidências que apoiem o uso de tratamentos homeopáticos.